# Juniper Moon
Juniper Moon fue un joven grupo de pop punk de Ponferrada (España) formado en 1996 y disuelto a finales de 2004. Además de ser uno de los grupos más valorados de la escena musical independiente española, cosecharon un gran éxito internacional, llegando a sonar en la BBC Radio 1, en el programa del prestigioso locutor británico John Peel. Un logro del que pocos grupos españoles pueden presumir. También tuvieron numerosos seguidores en Perú, México y Chile, donde aún son reivindicados.
El nombre del grupo procede del título de una canción de Merryland, un conjunto sueco de power-pop

## Historia
Sandra e Iván se conocieron a través de un anuncio en una tienda de instrumentos musicales. Él estaba comenzando a tocar la batería y ella buscaba gente para formar un grupo. Junto a ellos comenzó a tocar Lya (guitarra), una chica que poco después perdió el interés y dejó el grupo. Tras su marcha comenzaron a buscar guitarrista hasta que encontraron a Rebeca. También comenzó a tocar con ellos Joan, guitarrista del grupo ponferradino de hardcore melódico No Way, por la necesidad de compartir el local y el equipo. Así pues, completa la primera formación de Juniper Moon (Sandra, Iván, Joan y Rebeca), grabaron en su primera maqueta, titulada "Precious infance", en la que se incluían tres temas en inglés y uno en castellano.
Rebeca dejó el grupo por diferencias personales y en su lugar entró Dado, que aportó nuevos enfoques musicales a Juniper Moon. Junto a Dado volvieron a sacar una nueva maqueta, esta vez de 5 temas, todos ellos en castellano. Tras esta grabación la relación con Joan iba cada vez a peor, de modo que un mes más tarde entraría Jaime, que ayudó a estabilizar las cosas y a que el grupo comenzara a trabajar mucho más en serio. Una semana después volverían a grabar una maqueta, pero ahora bajo los mandos del productor asturiano Paco Loco. En esta ocasión fueron tres temas en castellano, en los que colaboró Manuel de la Fuente en el bajo, pues Jaime acababa de llegar al grupo y no pudo asistir a la grabación. Un año después entró en el grupo Raquel, la hermana de Jaime, que introdujo teclado y coros en las canciones.
En esta situación, el grupo comenzó a hacerse popular a través de la radio (desde el programa Flor de Pasión) y de su aparición en el Fanzine Yo yó (dirigido por Borja y Diana, componentes de Meteosat). Todo esto les llevó a tomar contacto con Luis Calvo (del programa Viaje a los sueños polares en Los 40 Principales y director de Elefant Records) a quien pareció gustarle tanto el grupo que se pasó a verlos ensayar.
Una semana después de esta visita, el grupo firmaba su contrato discográfico con Elefant Records, con quien grabarían después todos sus discos.
Juniper Moon sirvió de inspiración a la banda españolas como La La Love You o Cariño.

### Primeros singles
Tras aparecer en algún que otro recopilatorio en 1999 editan su primer sencillo, "¿Volverás?", bajo la producción de Carlos Torero en los estudios Rock Soul de Madrid. En esta grabación contaron además con la ayuda de Elena Iglesias de Los Flechazos, que interpretó el órgano Hammond y con Silvia Sanz de Niza que hizo los coros. 
Pese a ser prácticamente desconocidos, este sencillo tuvo una gran acogida tanto en España como en Inglaterra, donde fueron reseñados en el semanario New Musical Express y programados casi diariamente en "The Evening Show", el programa de Steve Lamacq en BBC Radio 1. Fue también en este año cuando telonean a los británicos Super Furry Animals en León.
En el 2000, tras el éxito cosechado en las ondas, recorren la geografía española actuando en diversos festivales, entre ellos el Festival Internacional de Benicàssim y el Contempopránea. Tras el verano, en octubre, editan su segundo sencillo, "Basado en hechos reales", de nuevo producido por Carlos Torero.

### Primer álbum
Durante el 2001 el grupo se centra en componer las canciones de su futuro álbum de debut. El disco aparece en septiembre de 2002 y tiene por título "El resto de mi vida". La producción la lleva a cabo Carlos Hernández en los estudios Refugio Antiaéreo de Granada.
Este álbum va acompañado de una gira por diversas salas nacionales y de actuaciones en numerosos festivales, entre ellos el Lemon Pop en Murcia, el Festival Do Norte en La Coruña, el Contempopránea en Badajoz o el FIB en Castellón. Durante esta gira, en mayo de 2003, la teclista Raquel Alba deja el grupo por diferencias personales y en su lugar entra Eva, ex teclista de Dewo y Los Contrastes. Ese mismo mes se publicaba el sencillo "Solo una sonrisa", extraído del propio álbum y que además incluía tres temas inéditos, entre ellos "Superstar", una canción de sus primeras maquetas.
La populariad de la banda fue en aumento durante este año, llegando a formar parte de recopilatorios en Japón, Corea, Perú, México... Aunque su mayor éxito llegó en octubre de 2004 con la inclusión de una de sus canciones en la compilación "Indiepop 1" que pusieron a la venta las tiendas Rough Trade en el Reino Unido. En este disco aparecían junto a grupos como Primal Scream, My Bloody Valentine, Talulah Gosh o Belle and Sebastian, siendo además el único grupo español elegido entre todos. Dos meses después (diciembre de 2004) el grupo comunicaba su disolución debido a diferencias musicales y personales.
Posteriormente los miembros del grupo han formado nuevos proyectos como son Linda Guilala, Sportbilly, Lentillas de colores y Spivak

## Miembros
- Sandra: guitarra y voz
- Dado: guitarra
- Jaime: bajo y coros
- Iván: batería
- Eva: teclado y coros

### Otros miembros
- Lya: guitarra (primera formación - 1996)
- Joan: guitarra (primera formación - 1996)
- Rebeca: guitarra (primera formación - 1996)
- Raquel: teclado y coros (hasta mayo de 2003)

## Discografía

### Álbumes
- “El resto de mi vida” CD, septiembre de 2002 (Elefant Records)

### Sencillos
- “¿Volverás?” Sencillo 7" (vinilo verde)/CD-Sencillo, 1999 (Elefant Records)
- “Basado en hechos reales” Sencillo 7" (vinilo naranja)/CD-Sencillo, octubre de 2000 (Elefant Records)
- “Sólo una sonrisa” CD-sencillo, mayo de 2003 (Elefant Records)

### Canciones en recopilatorios
- "Madrid", en verano del 99 (Elefant Records, 1999)
- "¿Volverás?", en Elefantdiez (Elefant-Rockdelux, 1999)
- "XXX", en CD (Revista Rock Sound, 2000)
- "¿Volverás?", en Benicàssim 2000 (FIB, 2000)
- "XXX" y "Nave espacial", en el CD “EGM-No solo juegos” (2001)
- "Me siento mejor", en Elefant Dosmiluno (Elefant, 2001)
- "¿Volverás?", en Generación 2000 (Outta Watta 2001)'
- "Superstar", en BSO Looking for Chencho (PIAS, 2002)
- "Me siento mejor", en Elefant 2002 (CD Suave, México, 2002)
- "Vitamin V", en I Said Sometimes: A Tribute to BUM (Magic Teeth Records, 2002)
- "Sólo una sonrisa", en Modapop (Elefant, 2003)
- "El último tiro", en Momentos Perdidos (Elefant, 2004)
- "Sólo una sonrisa", en Tapas Pop (Chopmypop Records [Japan], 2005)